# Ad van Gils
Ad van Gils, ook bekend onder pseudoniem Jan van der Wiel, (Tilburg, 29 maart 1931 – Geldrop, 1 oktober 2010) was een Nederlandse auteur. Hij is vooral bekend geworden met zijn boeken over Snelle Jelle.

## Biografie
Ad van Gils had twaalf broers en zussen. Op zijn twintigste moest Van Gils in dienst. Na zijn diensttijd ging hij aan de slag bij Philips, toen hij 44 was moest hij echter stoppen vanwege gezondheidsproblemen. Toen begon hij met schrijven.
Hij begon met korte verhalen en zond vijf verhaaltjes naar een tijdschrift dat drie van deze verhalen publiceerde. Ze vroegen hem om er nog meer te schrijven, Van Gils heeft uiteindelijk veertien verhaaltjes geschreven voor het tijdschrift.
Een uitgever had de verhaaltjes gezien en wilde ze uitgeven in een boek en vroeg aan Van Gils of hij er nog meer wilde schrijven. Toen dit een tijdje zo doorging wilde Van Gils een kinderboek gaan schrijven. Een fietsclub inspireerde hem en hij begon te schrijven over Joep Spikkel, een jongen die gek was op fietsen. Hij stapte ermee naar uitgeverij Kluitman die het wel wilde uitgeven op voorwaarde dat Van Gils meer delen zou schrijven. Hij schreef de reeks onder de schuilnaam Jan van der Wiel. Na negen delen stopte de serie en begon Van Gils een nieuwe serie, ditmaal over voetbal: Snelle Jelle was het resultaat. Het Wereld Natuur Fonds vroeg omstreeks 1980 of Van Gils een boek wilde schrijven over bedreigde diersoorten in Nederland. Drie boeken verschenen er, de bedreigde diersoorten die Van Gils had gekozen waren: de otter, de bever en de das. Rond die tijd verscheen ook zijn eerste boek voor volwassenen. Hij wilde een oorlogsboek voor kinderen gaan schrijven, als onderwerp koos hij de Biesbosch. Het werd een trilogie (drie boeken over hetzelfde onderwerp) met als titel De Vos van de Biesbosch.
De verhalen van Van Gils lijken een beetje op de werkelijkheid. Zo lijkt het dorpje van Snelle Jelle erg op het dorp waar Van Gils is opgegroeid en verzetsstrijder Martien van Lent uit de Vos van de Biesbosch heeft echt geleefd.
Op 5 oktober 2010 maakte uitgeverij Kluitman bekend dat Ad van Gils op 79-jarige leeftijd was overleden.